# Днепровский сельский совет (Каменско-Днепровский район)
Днепровский сельский совет (укр. Дніпровська сільська рада) — входит в состав
Каменско-Днепровского района
Запорожской области
Украины.
Административный центр сельского совета находится в 
с. Днепровка.

## История
- 1917 — дата образования.

## Населённые пункты совета
- с. Днепровка
- с. Мичурина